# Pero protea
Pero protea là một loài bướm đêm trong họ Geometridae.